# Târgu Neamț
Târgu Neamț (pronunciació en romanès: [ˌTɨrɡu ˈne̯amt͡s]; en alemany: Niamtz, en hongarès: Németvásár, en hebreu: נאמץ טרגו‎, en llatí: Ante Castrum Nempch, en turc: Niyamiç) és una ciutat del comtat de Neamț, a l'oest de Moldàvia, Romania, al riu Neamț. Al 2011, tenia 18.695 habitants. La ciutat administra tres pobles: Blebea, Humulești i Humuleștii Noi.

## Història
Originalment una ciutat de mercat, d'aquí el seu nom (en romanès "târg" = mercat), va tenir un paper important en la cultura moldava. Es va esmentar per primera vegada en un document de finals del segle XIV.
El nom neamț és un nom genèric d'origen eslau per al poble alemany en llengua romanesa. Això ha conduït a l'especulació d'una fundació alemanya de Târgu Neamț, segons la qual els colons saxons van creuar els Carpats des de la zona de Bistrița i van construir un municipi comercial. Alguns historiadors romanesos, inclòs BP Hașdeu, consideren que Târgu Neamț va ser probablement un assentament alemany del segle xiii, quan l'orde teutònic va fer incursions des de Transsilvània contra els pobles cumans que vivien a Moldàvia.
Avui en dia, els historiadors estan en desacord amb aquesta possibilitat principalment a causa de les influències de llarga durada de la historiografia comunista-nacionalista que es negava a acceptar que la ciutat fos una altra cosa que un assentament fundat per Romania.

## Accés
La ciutat es troba a l'encreuament de dues carreteres nacionals: 15B i 15C. La prevista autopista est-oest obviarà la ciutat al sud quan finalitzi, proporcionant accés a Iași (a l'est) i Târgu Mureș a l'oest. L'estació de ferrocarril és l'estació terminal de la línia 517 CFR que la connecta amb Pașcani mitjançant un ferrocarril electrificat.

## Turisme i atraccions
- La fortalesa de Neamț (Cetatea Neamțului) va ser construïda al segle xiv pel voivode Petru I (possiblement a les ruïnes d'un castell teutònic més petit), i es troba a la riba nord del riu Neamț.
- Târgu Neamț és un punt de partida adequat per a viatges als monestirs de la regió, situats tots en una mitjana de 15 radi de km: monestir de Neamț, Secu, Agapia, monestir de Văratec. Sihăstria i Sihla Skete. És a prop de Ceahlău, Durău i Valea Bistriței.
- Casa commemorativa Ion Creangă a Humulești, a l'altra banda del riu Ozana: és la casa on va néixer el famós escriptor romanès i on va passar la seva infantesa. Les històries de l'obra mestra de Ion Creangă Amintiri din copilărie ("Records de la meva infantesa") giren al voltant d'Humulești, Târgu Neamț i als pobles dels voltants.
- Monumentul Eroilor (Monument dels herois): un obelisc que commemora els soldats romanesos de la Primera Guerra Mundial es troba a Dealul Pleșu, prop del suburbi de Pometea. Té vistes a la ciutat i les muntanyes.
- Parc Natural Vânători-Neamt, on s'hi pot veure el bisó europeu.
- Museu etnogràfic Nicolae Popa a Târpești[2]

## Fills il·lustres
- Ion Creangă
- Moshe Idel
- Irving Layton
- Gabriela Robila
- Mariana Simionescu
- Ioan Vieru

## Galeria

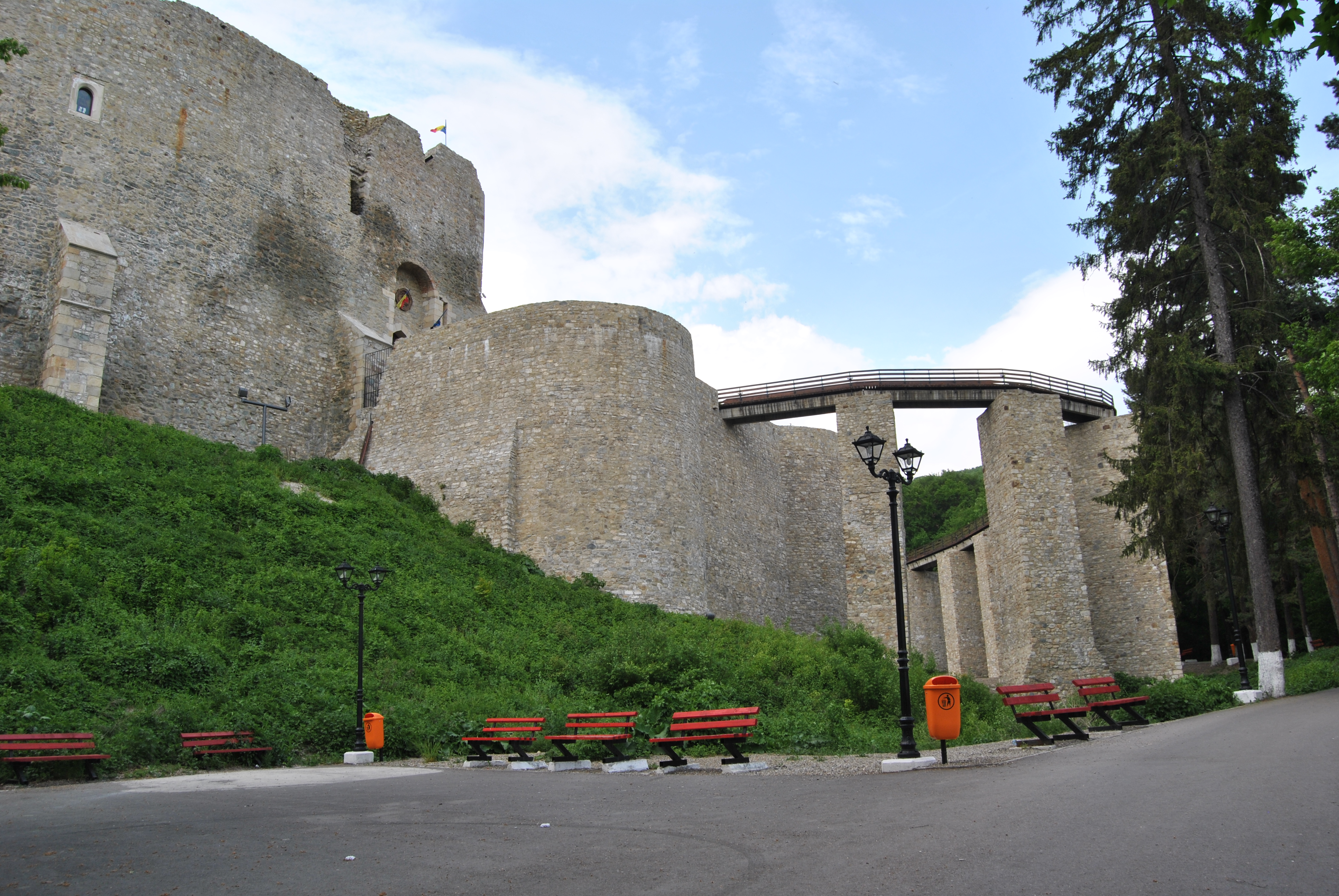
Ciutadella de Neamț, situada al turó de Pleșu
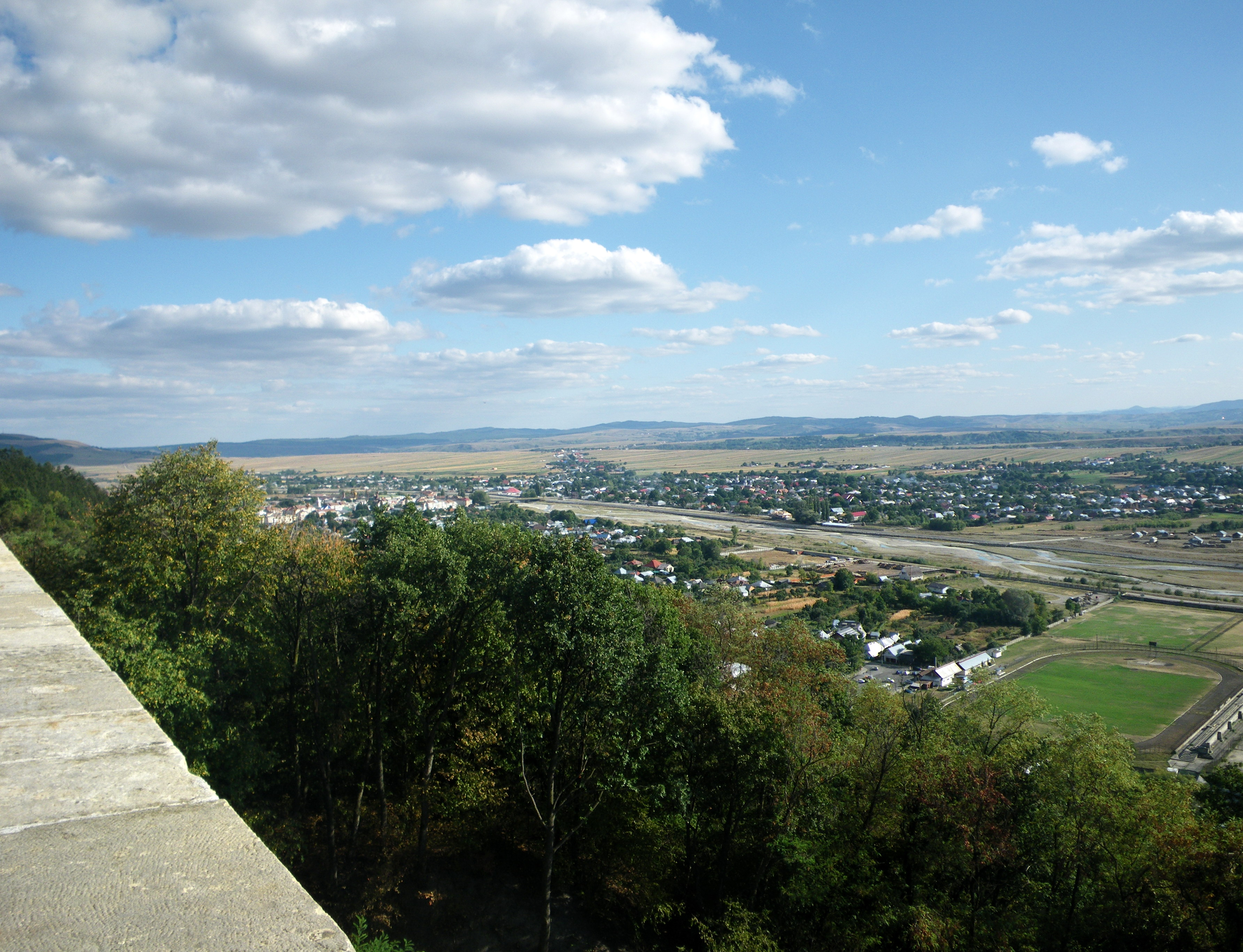
Vista des de Ciutadella
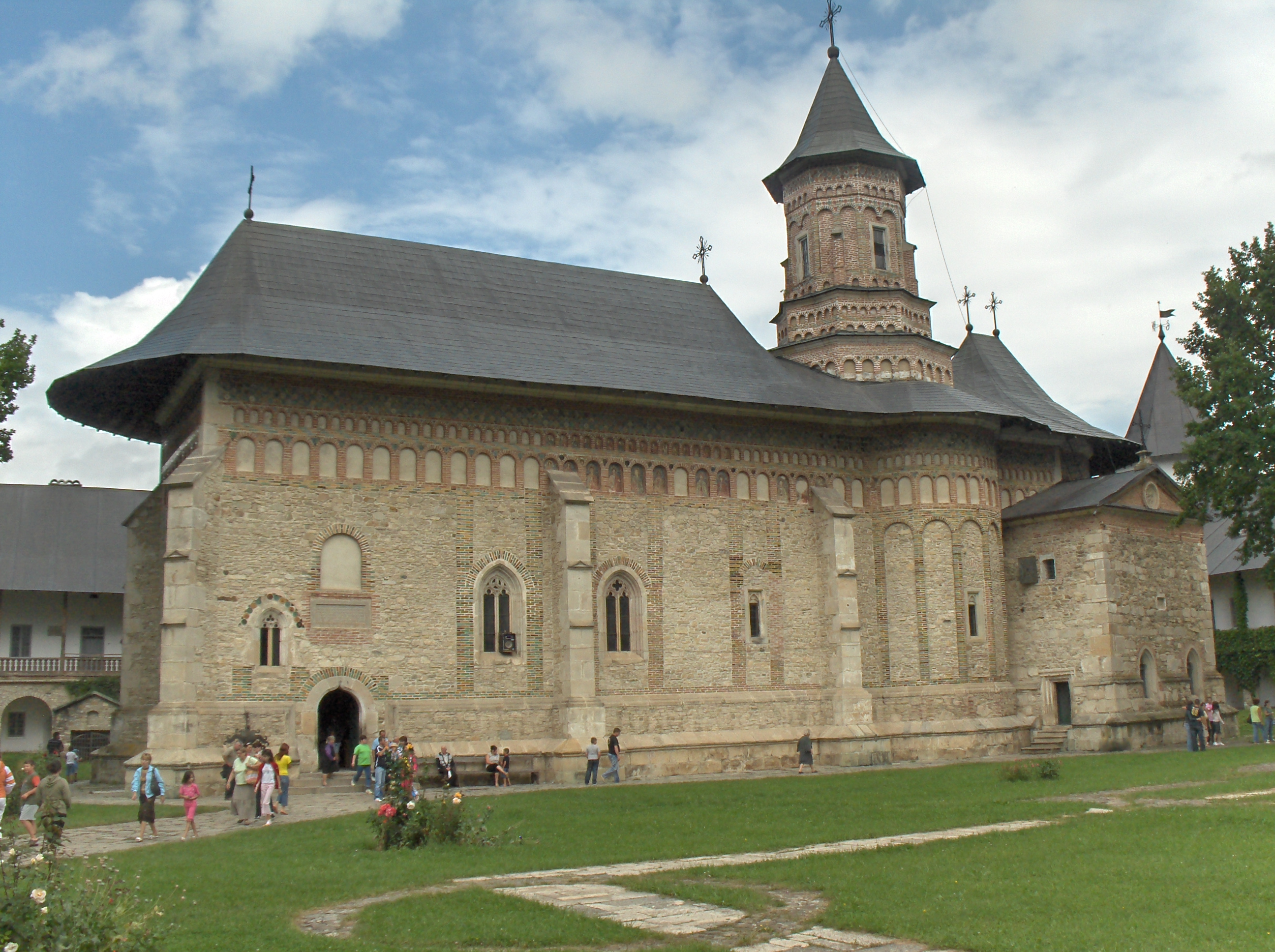
Monestir de Neamț, situat a 10 km a l'oest de Tg. Neamț
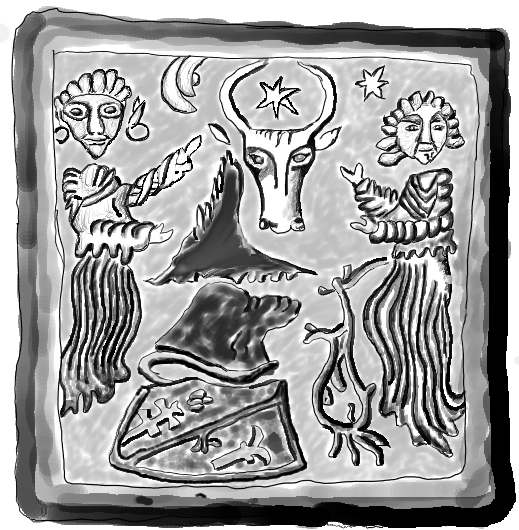
Imatge descoberta a partir de les restes de l'estufa a la fortalesa de Neamț, que mostra a Zubr / Aurochs l'escut de Moldàvia.